# Fabrice Loiseau
Pour les articles homonymes, voir Loiseau.
Fabrice Loiseau, né le 9 août 1966 à Nantes (Loire-Atlantique, France), est un prêtre catholique français, fondateur et supérieur, jusqu'en 2020, de la Société des missionnaires de la miséricorde divine. Il donne une place importante à l’évangélisation directe, particulièrement auprès des jeunes sur les plages et des musulmans.

## Biographie
Jeune adulte, Fabrice Loiseau entre au séminaire de Flavigny, mais quitte la Fraternité sacerdotale Saint-Pie-X avant les ordinations illicites célébrées par Marcel Lefebvre en 1988[source insuffisante].
Il rejoint alors la Fraternité Saint-Pierre dès sa fondation. En 1993, il est ordonné prêtre à Lyon par le cardinal Albert Decourtray. Il est envoyé en apostolat à Notre-Dame-des-Armées à Versailles, dans les Yvelines, puis à Saint-Maurice dans le Val-de-Marne.

### Missionnaires de la miséricorde divine
En 2005, il rejoint le Var à la demande de Dominique Rey, évêque du diocèse de Fréjus-Toulon. Celui-ci cherche alors une communauté attachée à la fois au rite ancien et à l’unité diocésaine. Pour le prêtre, « ce qui se vivait dans son diocèse, ces missions directes sur les plages par exemple, allait dans le sens de [ses] intuitions spirituelles. Quand Mgr Rey [l']a courageusement appelé à fonder une communauté chez lui, [il a] donc dit oui !  ». En conséquence, Fabrice Loiseau s'installe dans ce diocèse, où il est incardiné, et crée, en septembre 2005, les Missionnaires de la Miséricorde divine, fondés sur la spiritualité de sainte Marie-Faustine. Pour Famille chrétienne, cette communauté « allie tradition et audace charismatique au service de la mission ».
En juillet 2020, Fabrice Loiseau renonce à sa charge de supérieur pour raisons de santé et laisse la place à Jean-Raphaël Dubrule. Il demeure toutefois curé de la paroisse Saint-François-de-Paule de Toulon.

### Convictions et réalisations
Fabrice Loiseau est curé de la paroisse Saint-François-de-Paule dans le doyenné de Toulon-Sud, membre du conseil presbytéral de la paroisse et membre des pères du séminaire. Sa communauté s'occupe aussi de deux missions : la chapelle Notre-Dame-du-Peuple de Draguignan et l'église Saint-Charles de Marseille.
Au sein de son ministère, il accorde une large place à la liturgie, à la louange et à l'invocation du Saint-Esprit. Traditionaliste et fervent du renouveau charismatique, il place la miséricorde au cœur de son apostolat et donne une grande importance à l'évangélisation des musulmans,.
En janvier 2015, il achète aux enchères, au nom de sa communauté, un local proche de l'église Saint-François-de-Paule, ancienne sacristie transformée en bar gay, qu'il transforme à son tour en « bar de la miséricorde »,,.